# أبو العباس الميكالي
أبو العباس الميكالي (270 ـ 362 هـ/883 ـ 972م) (نسب:إسماعيل بن عبد الله بن محمَّد بن ميكال) كاتبٌ مترسِّل ، شيخ خراسان ووجهها وعينها في عصره،   و هو أول من اشتهر من الميكاليّون . لم يصل كثيرٌ من نثره، وإن نمَّ خبره في المصادر على عُلوِّ مرتبته في التَّرسُّل. تقلَّد ديوان الرَّسائل.
وفاته
مات ليلة الاثنين الخامس عشر من صفر سنة اثنتين وستين وثلاثمائة بنيسابور ،  وهو ابن اثنتين وتسعين سنة، ودفن بمقبرة باب معمر .